# Апостольські постанови
Апо́стольські постано́ви (повна назва: Постанови святих апостолів через Климента, єпископа і громадянина Римського, грец. Ἀποστολικαὶ Διαταγαί; Διαταγαί τῶν ἁγίων Ἀποστόλων, Διαταγαί τῶν αγιών Αποστόλων διὰ Κλήμεντος τοῦ Ρωμαίων ἐπισκόπου καὶ πολίτου;  лат. Constitutiones apostolicae) — одна із стародавніх збірок канонічного права церкви, традиційно приписується святому Клименту Римському. Зазвичай датується кінцем IV століття або ще раніше. 
Перші шість книг «Апостольських постанов» відповідають «Дидаскаліям». 7-а книга «Постанов» близька за змістом до «Дідахе». 8-а книга збірника («Постанови Святих Апостолів про рукоположення») носить переважно церковно-правовий характер і містить ряд його наказів від імені кожного з 12 апостолів, правил про свячення священиків, про їх права та обов'язки і про церковну дисципліну. 85-те Апостольське правило («Правила святих апостолів») дає перелік «шанованих і святих книг», який містить дві постанови святого Климента, що має на увазі «Апостольські постанови». Однак, як на Заході, так і Сході статус «Апостольських Постанов» був під сумнівом: Трулльський собор (691) відкинув (Правило 2-е) «Апостольських постанов» як книгу, пошкоджену єретиками.
Сьогодні вони є дуже важливими документами та історичними джерелами про моральні підвалини, релігійні правила та звичаї в літургії у третьому та четвертому століттях. Оскільки вони подають відомості про життя церкви перших століть, то суттєво вплинули на підготування літургійної реформи під час Другого Ватиканського собору.

## Вплив
Апостольські постанови є передусім пам'яткою права Вселенської церкви II–IV століть. До IV століття вона мала тільки практичне значення як чиновник, требник або служебник і служила для вірних відображенням церковного устрою та церковної дисципліни свого часу. Однак, «Постанови» не були джерелом права у матеріальному розумінні, тому що таким служило Апостольське передання, яке втілювалось в дії або в самій церковній практиці, а тільки пам’ятним записом цього права, офіційно не визнаним і формальним джерелом права.
Від IV століття значення «Постанов» швидко зростає, про що свідчить посилання на них як на формальне джерело права, чого не можна було спостерігати у правилах І Вселенського і Антіохійського соборів.

## Українські переклади
Український переклад здійснений Епіфанієм (Думенком) і виданий 2011 року. Переклад здійснений за виданням Didascalia et Constitutiones apostolorum / Ed. F. X. Funk. — Paderbornae : In Libraria Ferdinandi Schoeningh, 1905. — Vol. 1. — 208 p.